# Мочник, Цвето
Цвето «Флориян» Мочник (словен. Cveto "Florijan" Močnik; 1 мая 1914, Любляна — 26 апреля 1943, Голобар) — югославский словенский партизан времён Народно-освободительной войны Югославии, Народный герой Югославии.

## Биография
Родился 1 мая 1914 года в Любляне. В молодости увлекался спортом, особенно лыжными гонками. Участвовал в студенческом чемпионате мира по гребле и стал чемпионом мира. Позднее занимался спортивной журналистикой. Был женат на враче-педиатре Зоре Коняев.
На фронте Народно-освободительной войны с сентября 1941 года. Служил в Раковецкой партизанской роте и Кочевьевском партизанском отряде политруком. В Словенском Приморье стал политруком 3-й словенской ударной бригады.
Погиб 26 апреля 1943 в битве при Голобаре.

## Память
- Звание Народного героя Югославии присвоено Цвето Мочнику 27 ноября 1953.
- Летом 1949 года его имя получил Люблянский клуб парусного спорта[3].